# Riacho Arazá
El riacho Arazá o río Arazá es un pequeño curso de agua tributario del río Paraná que atraviesa en la mayor parte de su recorrido la zona sur de la mancha urbana del Gran Resistencia, provincia del Chaco, Argentina. 
Sus aguas son el escurrimiento natural de la zona sur de dicha área metropolitana, aunque su parcial entubamiento, rellenamiento y posterior reemplazo por un canal artificial que discurre en línea recta le han quitado buena parte de su ya de por sí magro caudal de agua.

## Toponimia
Su nombre significa en lengua guaraní guayaba, una fruta dulce que crece en esta zona, y designa también a un paraje y estación de ferrocarril presente en las cercanías de la naciente del riacho.

## Curso
Es un río sinuoso, como todos los del Chaco Oriental, casi cubierto de lodo y camalotes, que corre entre zanjones y pastizales. Se alimenta de las abundantes lluvias de la zona oriental de la provincia del Chaco.
El Arazá nace como un zanjón a 1,5 kilómetros del paraje Río Arazá, ubicado en el límite entre los departamentos San Fernando y Libertad, en las orillas del límite oeste del Gran Resistencia. Su curso prosigue sinuoso con sentido noroeste - sudeste, alejándose progresivamente del río Negro, del cual lo separan escasos 400 m en sus nacientes hasta aproximadamente 10 kilómetros en la desembocadura. Forma un virtual límite austral a la expansión habitacional de la localidad de Fontana, aunque en los años 2000 se han formado algunos barrios al sur del riacho; al entrar al ejido de Resistencia su caudal se ve mermado y su curso entubado o directamente rellenado en buena parte de su extensión, reapareciendo cada tanto en algunos barrios marginales. El riacho originalmente constituía también un límite a las expansiones de Resistencia hacia el sud, lo que propició los trabajos mencionados con el fin de lograr nuevos sectores habitables. En este sentido el riacho constituye uno de los principales problemas de la zona sur de la ciudad, tanto por el anegamiento y condiciones insalubres de quienes viven en sus orillas como por la precaria situación de propiedad de los terrenos donde discurre el arroyo. Su madrejón reaparece en la zona rural de El Palmar, y luego toma un pequeño trayecto en sentido sur - norte hasta llegar a la zona urbana de Puerto Vilelas. Vilelas se encuentra impedida de continuar su crecimiento hacia el sur por la presencia de una vasta zona de bajos no habitables, los cuales debe atravesar el Arazá tomando una brusca dirección norte - sur en lo que constituye el cauce inferior del riacho. Este cauce inferior se ve afectado por las crecientes del río Paraná, que ensancha considerablemente su tramo final, como ocurre con casi todos los ríos del Chaco Oriental.
Al acercarse a 3,5 kilómetros del río Paraná su cauce comienza a confundirse con el intrincado sistema de drenaje fluvial ocupado por el río Paraná Miní o Paranacito, que comienza exactamente al sur del Arazá y en época de crecientes es anegado completamente por el río Paraná en un valle fluvial de hasta 40 kilómetros de ancho. Finalmente desagua sobre el cauce principal del río Paraná, a sólo 3 km de la reunificación del riacho Barranqueras, y frente a la isla de la Palomera.

## Flora y fauna
Durante las décadas de 1940 y 1950 existían especímenes de:
Flora acuáticacamalotes, embalsados, repollitos, achiras, totoras e irupés.
Flora ribereñañangapirí, ají del monte, tutiá, abrojitos, yerba lucero, mburucuyá, tasi, huevitos de gallo, paja brava, cardos, espartillos, catay, paico y alisos
Fauna acuáticamojarras, bagres, moncholos blancos, tortugas, anguilas y yacarés.
Avescanastitas, pollonas, garzas mora, chiflones, blancas, jocó; zorzales, boyeros, caracoleros, jilgueros, ipacaá, brasitas, viuditas.

## Importancia
Los primeros colonos llegaron a considerar su uso como vía de penetración al interior del Chaco, algo hoy impensado por lo escaso y efímero de su caudal. Muchos autores presentan a Resistencia como una ciudad fundada en el interfluvio Negro - Arazá, algo que hoy ya no es aplicable por haberse extendido ampliamente al norte y sur de dichos ríos.
Su función como desagüe de la zona sur del Gran Resistencia le dio una gran relevancia dentro del algomerado, y se hicieron numerosos estudios para mejorar los problemas que acarreaba esta situación. Finalmente se optó por construir un canal recto (denominado Canal Sur o Canal Soberanía Nacional) que discurre en la zona sur de la mancha urbana, en forma paralela al camino de acceso a Puerto Vilelas; esta obra se complementa con un Lago Compensador Sur que regula las aguas del riacho y alrededores en épocas de lluvia, más una estación de bombeo sobre el propio riacho. Esto terminó también por solucionar los inconvenientes de la zona rural El Palmar, ubicada al sur de la ciudad, que quedó en numerosas ocasiones virtualmente incomunicada por las crecientes del río.